# Bento Maciel Parente
Bento Maciel Parente (Caminha, 1567 — Recife, fevereiro de 1642) foi um explorador, sertanista, militar português e Capitão-mor da Capitania do Grão-Pará. 
"Este chefe indômito e feroz não se cansava de fazer aos Indios guerra de extermínio: perseguia com igual barbaridade aos aliados como os inimigos, os Indios pacíficos como os revoltosos. Debaixo do pretexto de novo projeto de sublevação, prendeu vinte e quatro chefes Tupinambás, e no mesmo dia e hora mandou-os cortar em pedaços pelo Tapuyas, seus implacáveis adversários, servindo-se assim do ódio, que entre si nutriam os Brasileiros, para subjugar e destruir." (LIMA, J. I. de A. e. Compêndio de História do Brasil. Rio de Janeiro: Casa dos Editores Eduardo e Henrique Laemmert, Tomo I, 1843.)

## Biografia
Foi veterano das guerras da Paraíba e do Rio Grande, onde participou da construção do Forte de São Filipe e da Fortaleza dos Reis Magos.
Participou da Campanha do Salitre, sendo mandado ao interior da Bahia, 80 léguas sertão adentro. Em 1609, serviu como Capitão de Entradas e Descobrimentos em São Vicente, no Maranhão e no Pará.
Durante o período da União Ibérica, Bento Maciel Parente fez parte da vitoriosa campanha de Alexandre de Moura, enviado em expedição, com partida da então Capitania de Pernambuco, com a finalidade de expulsar os franceses do Maranhão, onde obrigou o invasor a capitular no dia 1 de novembro de 1615.
Com a ascensão de Jerônimo de Albuquerque ao governo do Estado do Maranhão, em Janeiro de 1616, foi nomeado Capitão de Entradas. Durante esta década, explorou os rios que desembocam na baía de São Marcos, ao norte e ao sul de São Luís, o rio Mearim e o rio Pindaré. Seguindo os exemplos e processos dos bandeirantes, construiu o Forte da Vera Cruz do Itapecuru, que existia nas proximidades do atual município de Rosário.
Em 1616, a construção do Forte do Presépio e a criação do povoado colonial português Feliz Lusitânia (atual Belém do Pará) na então Conquista do Pará (localizado na então Capitania do Maranhão) por Francisco Caldeira Castelo Branco, seriam os pontos de apoio de que Pedro Teixeira e Bento Maciel Parente necessitavam para dar combate aos neerlandeses e ingleses invasores nos anos que se seguem.
Bento Maciel Parente foi um dos eleitores das primeiras eleições para Câmara municipal de São Luís, em 1619, quando chegaram ao Maranhão os primeiros açorianos.
Em julho de 1621, o rei de Portugal nomeou-o Capitão-Mor do Grão-Pará. Durante o seu governo, Bento Maciel fortificou o Forte do Presépio e ordenou investida contra os invasores holandeses, com objetivo de expulsá-los da colônia.
Em maio 1623, junto com Luís Aranha de Vasconcelos, Aires de Souza Chichorro e Salvador de Melo, retomou dos holandeses os pontos fortificados de Muturu e Mariocái, próximo á foz do rio Xingu, também chamado de Paranaíba, fundando no lugar do Forte de Mariocai, o Forte de Santo Antônio de Gurupá, fazendo dele a base de apoio para as suas arrancadas, expulsando nos anos seguintes os neerlandeses do Baixo Xingu e do rio Tapajós.
A ação realizada no Forte de Mariocai foi um grande feito. Liderando cerca de 70 soldados e aproximadamente mil índios em canoas nativas, o Capitão-mor do Pará investiu contra os invasores holandeses, que não impediram o ataque luso-brasileiro à fortificação. Parente, buscando ludibriar a guarnição holandesa, manobrou rumo ao Forte de Orange, na parte leste do Baixo Xingu, provocando a debandada dos invasores fugindo rumo à selva. O desfecho português na derrota da força dos neerlandeses e aliados, foi alcançado no Forte de Nassau, 67 km acima do Xingu, uma vez que a fortaleza capitulou sem luta.
Em 1625, Bento Maciel Parente, Capitão-mor do Pará, foi responsável pela criação do Escudo das Armas e da bandeira da cidade de Belém, com provimento de D. Luis de Souza. A ideia era colocar o escudo no Forte do Castelo, simbolizando a coragem, a tradição e o pioneirismo dos portugueses. O governador recebeu auxílio de Pedro Teixeira, Aires de Souza Chichorro e Francisco Baião de Abreu.
Em 1630, a capitania de Pernambuco foi invadida pelos neerlandeses. Bento Maciel foi consultado, e, logo depois, enviado para a luta. Participou de várias fases da resistência.
Em 1634, por seus feitos foi elevado a fidalgo, sendo que desde 1625 já recebera o hábito de cavaleiro de Santiago.
Em 1636, com a morte de Francisco Coelho de Carvalho, governador do Estado do Maranhão, Jácome Raimundo de Noronha assumiu interinamente.
Finalmente, em junho de 1637, Bento Maciel Parente foi nomeado para seu antigo sonho, governar o Maranhão. Durante o período em que governou o Estado, Bento Maciel continuou a repelir as várias incursões de ingleses e holandeses.
Em 1637, em reconhecimento aos seus muitos serviços, obteve a mercê do foro de Cavaleiro do hábito de Cristo e a de perpétuo Senhor e a donataria da Capitania do Cabo Norte, atual estado do Amapá, por doação de Filipe III de Portugal, com a honrosa cláusula, de que todos seus herdeiros e sucessores na Capitania se chamariam Macieis Parentes. A doação foi registrada no livro Segundo da Provedoria do Pará.
Noticiada no Maranhão a ocupação do Ceará, pelos neerlandeses (holandeses), Bento Maciel Parente enviou tropa ao Cabo Norte, pois entendiam que, por se localizar no extremo do Amazonas, estaria vulnerável tanto aos ataques de ingleses, franceses, holandeses e, mesmo, espanhóis que poderiam vir do Peru ou Equador por rio ou por mar.
Obtendo a ciência e a evidencia da ameaça holandesa, o Governador criou uma estratégia para enfrentar os invasores com os recursos que possuía. Para fazer face ao inimigo, distribuiu três frentes de ataques: uma ficaria no Forte de São Filipe, outra estaria de prontidão na Praia Grande e a última foi mandada para confirmar no Araçagi os boatos dos nativos, que logo retornou com a noticia que se tratava de navios holandeses, de gente amiga e sabedor do Tratado de Trégua. Portanto o Governador do Maranhão não se preocupou com as naus, homens e armas holandesas.
Em novembro de 1640, uma esquadra holandesa de 19 embarcações, mandada por João Maurício de Nassau, que desde 1637 era governador-geral da Nova Holanda, com sede em Pernambuco, aproximou-se de São Luís. Como era do cotidiano de nações amigas, a esquadra holandesa fora acolhida com uma salva de canhões do Forte São Filipe. Os holandeses não corresponderam às boas-vindas, o que ocasionou a advertência, sendo realizados novos disparos reais contra a frota. Os batavos (holandeses) prosseguiram velozmente passando em frente o forte da cidade, pelo rio Bacanga ancorando onde hoje é conhecido como desterro.
No encontro dos holandeses e luso-brasileiros, o comandante da frota, Jan Corneliszoon Lichthardt, ratificou o Tratado de Trégua, lavrando um entendimento em "Termo", pelo qual o governador poderia continuar no seu cargo. Solicitou, ainda, um local da ilha para que sua tropa pudesse acampar até vir de Portugal a decisão definitiva do Tratado.
Contudo, semanas após Lichthardt ter deixado o comando da cidade nas mãos do ocupantes holandeses, estes não cumpriram sua parte do acordo, e saquearam a cidade, ateando fogo em diversas moradas. O “Termo” de entendimento antes assinado pelos respectivos representantes das nações foi substituído por um novo denominado de Capitulação. Houve a substituição das bandeiras e no mastro passou a tremular a bandeira da Companhia das Índias Ocidentais. Essa primeira população da Vila velha de São Luís fugiu para a região da baixada, onde surgiram diversos povoamentos ou retornou a Portugal. Após esse conflito São Luís foi repovoada por novos colonos portugueses.
Os holandeses intimidaram os poucos habitantes que não fugiram a prestar juramento de fidelidade aos Estados Gerais das Províncias Unidas ao mesmo tempo em que embarcavam todas as tropas portuguesas para serem repatriadas para Portugal.
O Governador Bento Maciel Parente foi feito prisioneiro e mandado por Nassau para a Fortaleza dos Reis Magos. Mas faleceu a caminho, em fevereiro de 1642.
Os holandeses ocuparam o Maranhão, não passando ao Grão-Pará. Dez meses depois, Antônio Muniz Barreiros a partir do Itapicuru, com reforços de Pedro Maciel Parente, Capitão-mor do Grão-Pará, e de seu irmão João Velho do Vale, comandaram um levante contra os invasores. Durante algum tempo ainda resistiram os holandeses, até que, em fevereiro de 1644, partiram, deixando a cidade em destroços.

## Brasão
Seu brasão é descrito da seguinte forma:
Escudo esquartelado, sendo o primeiro de vermelho, um tigre rompante de sua cor; o segundo de prata aguado de azul, uma canoa com seis meios corpos de homens, tudo de sua cor; o terceiro de azul, uma fortaleza de prata, lavrada de negro, assente num terreiro de verde, movente para o mar; o quarto de verde, um penhasco de sua cor, picado de ouro e no pé do penhasco uma abertura ensombrada de negro, donde saem três barras de ouro; todo o esquartelado sustido por um mar azul. Timbre: um leão sainte, de ouro.

## Homenagens

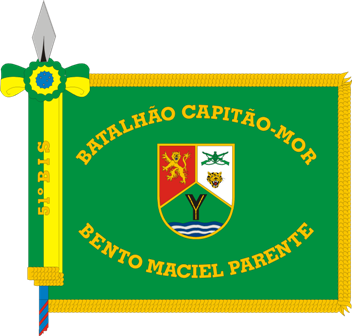

Como justa homenagem pela audácia destemperada, pela coragem e pela sua infatigável energia, contribuindo para que o domínio português se firmasse, defendendo a Colônia contra agressões externas, ao mesmo tempo em que estendia para o interior a conquista e exploração do Brasil que hoje temos, o Comandante do Exército concedeu através da Portaria nº 478, de 3 de julho de 2008, a denominação histórica de Batalhão Capitão-mor Bento Maciel Parente ao 51.º Batalhão de Infantaria de Selva, com sede em Altamira, no Estado do Pará.